# Ernst Durchholz
Ernst Durchholz (* 18. März 1908 in Aschaffenburg; † nach 1948) war ein deutscher Jurist, u. a. Verteidiger während der Nürnberger Prozesse.

## Leben
Ernst Durchholz studierte an der Universität München Rechtswissenschaften. Zum 1. Mai 1933 trat er der NSDAP bei (Mitgliedsnummer 1.924.737). Er wurde nach dem Krieg mit der Kategorie 5 „Entlastet“ entnazifiziert. Nach dem Krieg war er Staatsanwalt in Nürnberg.
Im Prozess Rasse- und Siedlungshauptamt der SS (Fall 8 der Nachfolgeprozesse; USA gegen Ulrich Greifelt et al.), welcher von Ende Oktober 1947 bis Mitte März 1948 dauerte, war er Verteidiger von Herbert Hübner. Hübner wurde in allen drei Anklagepunkten für schuldig befunden und zu 15 Jahren verurteilt. 1951 wurde er aber entlassen.
Im Einsatzgruppen-Prozess (Fall 9 der Nachfolgeprozesse; USA gegen Otto Ohlendorf et al.), welcher von Mitte August 1947 bis Ende Juli 1948 dauerte, war er Verteidiger von Erwin Schulz. Schulz wurde zu 20 Jahren Haft verurteilt und 1954 entlassen.